# Jack Lenoard Barrs mlajši
Jack Lenoard Barrs mlajši (tudi Jay Barrs), ameriški lokostrelec, * 17. julij 1962.
Sodeloval je na lokostrelskem delu leta 1984 in leta 1988.